# بیلی انیس
بیلی انیس (انگلیسی: Billy Annis; ۱۳ مهٔ ۱۸۷۴ – ۱۹۳۸ (۶۳−۶۴ سال)) بازیکن فوتبال اهل بریتانیا بود.
از باشگاه‌هایی که در آن بازی کرده‌است می‌توان به باشگاه فوتبال ولورهمپتون واندررز اشاره کرد.